# John Kerr (fysicus)

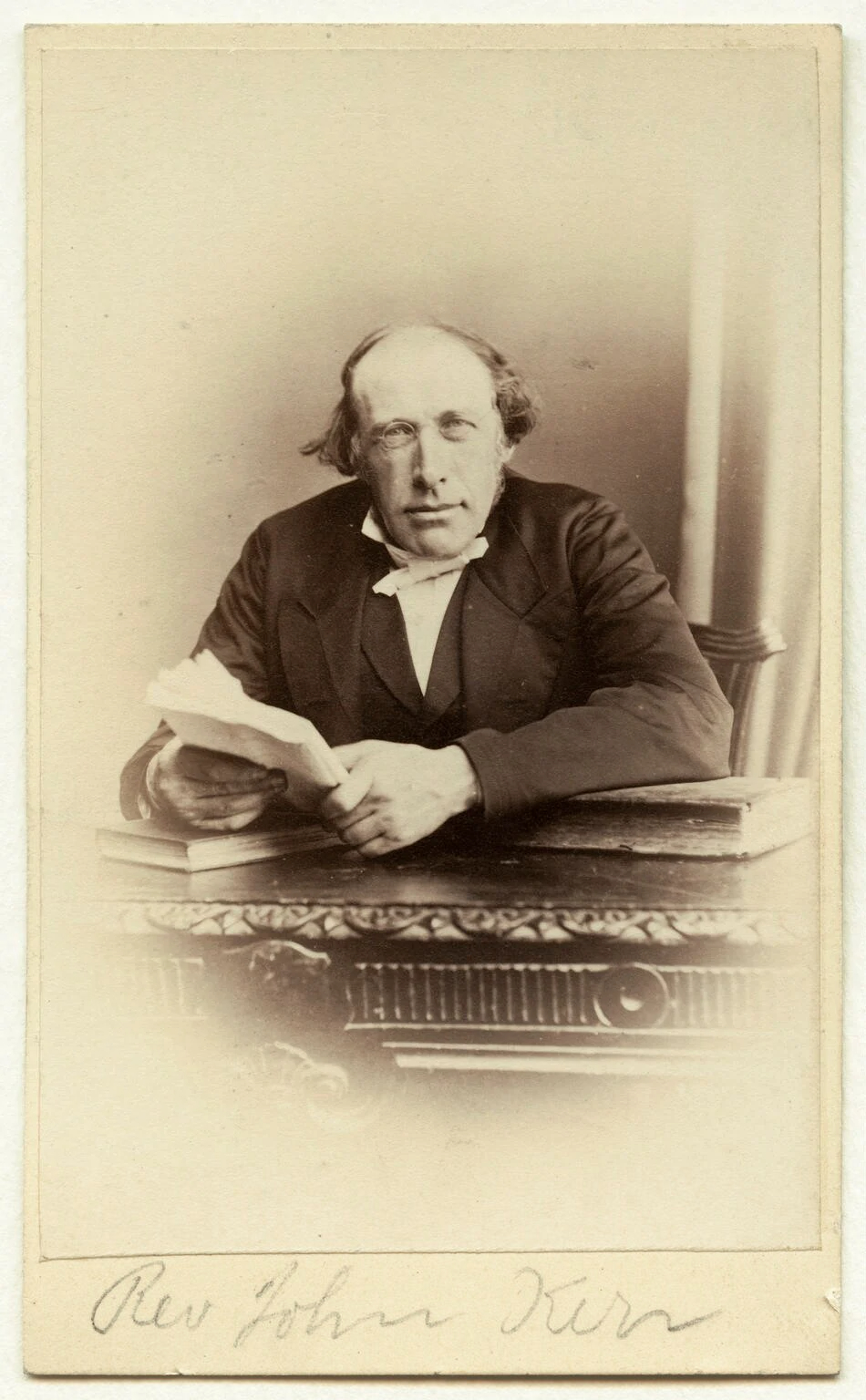
John Kerr, c. 1860

John Kerr (Ardrossan, 17 december 1824 - Glasgow, 15 augustus 1907) was een Brits (Schots) fysicus en dominee. Hij heeft op wetenschappelijk gebied vooral bijgedragen aan het gebied van de elektro-optica.
Kerr was de zoon van een vishandelaar. Hij studeerde aan de Universiteit van Glasgow waar hij doctor in de theologie werd. Later werd hij dominee van de Free Church of Scotland. In 1857 werd Kerr hoogleraar wiskunde en natuurkunde aan het Free Church Training College in Glasgow. Daar ontdekte hij in 1875 het elektro-optisch Kerreffect, en paste het toe in de Kerrcel. Kerr liet ook zien dat een soortgelijk effect optreedt bij een magnetisch veld, dit effect is bekend als het magneto-optisch Kerreffect.